# Boscos caducifolis humits de les planes de l'alt Ganges
Els boscos caducifolis humits de les planes de l'alt Ganges són una ecoregió forestal humida subtropical del nord de l'Índia.

## Geografia
Es troba a la plana al·luvial dels rius Ganges i Yamuna, amb una superfície de 263.100 quilòmetres quadrats, que abasta la major part de l'estat d'Uttar Pradesh i les parts adjacents d'Uttarakhand, Haryana, Madhya Pradesh i Bihar.
L'ecoregió està delimitada al nord per les pinedes subtropicals de l'Himàlaia, sabanes i praderies de Terai-Duar i boscos subtropicals de frondoses de l'Himàlaia, a l'oest pels secs boscos d'arbusts coriàcis i esclerofil·les del nord-oest i boscos caducifolis secs de Kathiarbar-Gir, al sud pels boscos d'arbusts coriàcis i esclerofil·les del nord-oest dels altiplans de Malwa i Bundelkhand, i a l'est per les més humits boscos humits decidus de les Planes del Baix Ganges.
L'ecoregió té un clima subtropical. Les precipitacions són altament estacionals i cauen sobretot durant el monsó sud-oest de juny a setembre.

## Flora
La major part del bosc caducifoli original de la Plana Gangètica Superior era probablement dominat per Shorea robusta (arbre sal). Forma un doser superior que assoleix altures de fins a 35 m. Altres arbres associats habitualment haurien inclòs Adina cordifolia, Dillenia pentagyna, Lagerstroemia parviflora, Stereospermum suaveolens, Terminalia belerica i T. tomentosa. Tanmateix, avui en dia només queda un gran estand continu. S'estén al peu de l'Himàlaia a Utter Pradesh i inclou els parcs nacionals Corbett, Dudwa i Rajaji. Als turons de Siwali, on s'ha establert el parc nacional de Corbett, els arbres de dosser diferents dels esmentats anteriorment inclouen Anogeissus latifolia, Diospyros tomentosa, Garuga pinnata, Lannea coromandelica i Pinus roxburghii. Les espècies comunes de segon pis són Buchanania lanzan, Dendrocalamus strictus, Ehretia laevis, Ougeinia oojeinensis i Semecarpus anacardium, mentre que les espècies de tercer nivell inclouen Berberis asiatica, Clerodendron viscosus, Colebrookea oppositifolia, Indigofera cassioides, Murraya koenigii, Pogostemonia i Pogostemon. Les espècies comunes de capa arbustiva són Chrysopogon fulvus, Heteropogon contortus i Thysanolaena maximus, mentre que les herbes típiques inclouen Bauhinia vahlii i Milletia auriculata. Tanmateix, la fesomia d'aquests boscos depèn de diversos factors especialment relacionats amb variacions del clima local, topografia, geologia i sòl. A les zones muntanyoses, la sal sovint s'atrofia mentre que a les zones seques sol limitar-se a les depressions més fresques i humides. A l'Himàlaia exterior pot ascendir a altituds al voltant de 1500 m, però els boscos amb millors sal es troben a altituds baixes en sòls profunds ben solts i drenats.
Actualment l'ecoregió està densament poblada i les fèrtils planes s'han convertit en gran part en agricultura intensiva, restant només alguns enclavaments de bosc.

## Fauna
Fa molts anys, els boscos van albergar poblacions impressionants de tigre, rinoceront amb banyes grans, elefants asiàtics, gaurs i cérvols del pantà. A part d'això, els calaus també solien fer migracions diàries des de les seves àrees d'alimentació cap als matolls madurs, on nidificaven en cavitats d'arbres alts i s'estaven durant la nit. Tanmateix, actualment aquesta biodiversitat natural ha estat substituïda per una de les poblacions humanes més denses de la Terra. El substrat dels boscos consisteix en sòls al·luvials profunds dipositats durant eons pel riu Ganges.

## Conservació
Les àrees protegides en l'ecoregió inclouen:
- Jim Corbett National Park
- National Chambal Sanctuary
- Rajaji National Park
- Hastinapur Wildlife Sanctuary
- Karera Wildlife Sanctuary
- Ranipur Sanctuary
- Ken Gharial Sanctuary
- Kishanpur Sanctuary
- Sohagabarwa Sanctuary